# Emiliano Zapata Dos
Emiliano Zapata Dos är en ort i Mexiko.   Den ligger i kommunen Ocozocoautla de Espinosa och delstaten Chiapas, i den sydöstra delen av landet, 600 km öster om huvudstaden Mexico City. Emiliano Zapata Dos ligger 201 meter över havet och antalet invånare är 212. Den ligger vid sjön Presa Nezahualcoyotl.
Terrängen runt Emiliano Zapata Dos är kuperad söderut, men norrut är den platt. Runt Emiliano Zapata Dos är det ganska glesbefolkat, med 40 invånare per kvadratkilometer. Närmaste större samhälle är Raudales Malpaso, 9,2 km nordost om Emiliano Zapata Dos. I omgivningarna runt Emiliano Zapata Dos växer huvudsakligen savannskog.